# خطوط الولايات المتحدة الجوية
خطوط الولايات المتحدة الجوية أو يو إس إيرويز (بالإنجليزية: US Airways)‏ هي شركة الطيران وطنية أمريكية، تأسست الشركة سنة 1939، يقع المقر الرئيسي للشركة في فينيكس بولاية أريزونا الأمريكية، وتتخذ من مطار شارلوت دوغلاس الدولي مركزاً لعملياتها، بالإضافة لمراكزها الأخرى في مطار فيلادلفيا الدولي ومطار فينيكس سكاي هاربور الدولي، تقدم يو إس إيرويز خدماتها لأكثر من 230 وجهة حول العالم، وتعد الشركة عضو مؤسس في تحالف ستار.

## وصلات خارجية
- خطوط الولايات المتحدة الجوية (بالإنجليزية)
- تفاصيل أسطول خطوط الولايات المتحدة الجوية (بالإنجليزية)